# Guillaume Perrault
Pour les articles homonymes, voir Perrault.
Guillaume Perrault est un journaliste, auteur, enseignant et conférencier français, né le 19 juillet 1972.

## Biographie

### Formation
Guillaume Perrault fait ses études à Paris, d'abord au lycée des Francs-Bourgeois, de la sixième à la première incluse, puis au lycée Henri-IV de la terminale à la khâgne. Il obtient sa licence en philosophie à l'université Panthéon-Sorbonne en 1993 et sort diplômé de l'Institut d'études politiques de Paris, section service public, en 1995. 

### Journalisme
Guillaume Perrault entre en 2000 au Figaro où il est chargé de la rubrique « Justice » du quotidien (de 2000 à 2005) avant de se spécialiser (de 2005 à 2013) dans le journalisme politique. Il était plus spécifiquement chargé, au sein de la rédaction, de couvrir :
- la droite, le centre et le Front national ;
- les institutions : le président de la République, le Premier ministre et le gouvernement ;
- le cadre de la vie politique : le financement des campagnes électorales et des partis, les sondages ainsi que les élections présidentielles depuis 1965.

En 2013, il est promu « grand reporter » au Figaro et signe, régulièrement, des analyses dans les pages Débats-opinions de ce quotidien national. Il débat sur I-Télé, tous les lundis, dans Le Match des éditorialistes (2013-2014). Il participe régulièrement, sur RTL, à l'émission On refait le monde animée par Marc-Olivier Fogiel.
Début 2014, il est promu au service Débats au Figaro et contribue la même année à la création du site FigaroVox aux côtés de Vincent Trémolet de Villers et d'Alexandre Devecchio. Il devient rédacteur en chef du service Débats du Figaro-Figaro Vox en septembre 2018.
En janvier 2023, il est nommé rédacteur en chef en charge de l’histoire au sein du même journal. Parallèlement, il anime une émission d’histoire sur le site du Figaro, « Parlez-moi d’histoire », où il reçoit des historiens. Il réalise également un podcast, « Le moment Histoire », et écrit des chroniques pour le Figaro Histoire.

## Ouvrages
- Ni coupables, ni responsables ou comment les élites échappent à leurs devoirs, Paris, Albin Michel, 2004[11]
- Génération Battisti. Ils ne voulaient pas savoir, Paris, Plon, 2005. Préface de Gilles Martinet, cofondateur de France Observateur (devenu Le Nouvel Observateur puis L’Obs) et ambassadeur de France en Italie. L’ouvrage a été notamment recommandé par Max Gallo sur France Culture dans « Esprit Public » de Philippe Meyer[12].
- Les Présidents de la République pour les nuls, avec Arnauld Folch, First, 2011, 375 p.[13].
- Conservateurs, soyez fiers !, Paris, Plon, 2017.
- « Machiavel, Le Prince », dans le livre collectif Éloge de la politique – Les grandes œuvres, de Platon à Soljenitsyne, Tallandier/Le Figaro, octobre 2020[14]
- Voyages dans l'histoire de France, Paris, Tempus Perrin, 2025.